# شاخ‌چنگال‌ها
شاخ‌چنگال‌ها (نام علمی: Antilocapra) یک سرده از خانوادهٔ شاخ‌چنگالان است که تنها شامل یک گونه زندهٔ شاخ‌چنگالی (Antilocapra americana) است. گونهٔ دیگر، پرونگهورن اقیانوس آرام، در دوران پلیستوسن پسین در کالیفرنیا زندگی می‌کرد و تا ۱۲۰۰۰ سال پیش از میلاد زنده ماند. این نام به معنای «آنتلوپ بزی» است.